# Château de Silleron
Le château de Silleron est une demeure du XVIIe siècle qui se dresse sur le territoire de la commune française d'Angiens, dans le département de la Seine-Maritime, en région Normandie. Le château, non ouvert au public, est partiellement inscrit au titre des monuments historiques.

## Localisation
Le château est situé au lieudit Silleron, dans la commune d'Angiens, dans le département français de la Seine-Maritime.

## Historique
Le château est construit à partir de 1617 par Vivien de Clercy et poursuivit par son fils Jacques, qui, en 1643, ajoute notamment la chapelle et le pavillon isolé. C'est Guillaume de Clercy, qui à la fin du XVe siècle, avait acquis la seigneurie d'Angiens des héritiers de Jehan du Bec.
En 1758, Marie-Charlotte de Clercy l'apporte à son époux, Charles de Toustain-Limésy. 
Le domaine passé par alliance au marquis de Faudoas, puis aux Bagneux et aux Polignac, est acquis en 1910 par le comte Henri d'Eudeville, dont la famille en a toujours la possession.

## Description
Le domaine est « représentatif d'une résidence de famille de la noblesse d'épée de l'Ancien Régime ».
Le château est un bon exemple de style Louis XIII cauchois, avec ses façades de briques, et ses travées de fenêtres étroites soulignées de chaînes de grès. Deux porches monumentaux permettent d'accéder au domaine, clos d'un mur d'enceinte. Le portail latéral rappelle ceux d'Auberville et de Sommesnil.
L'aile ouest, bâtie à l'identique, a été ajouté en 1920.
L'édifice conserve une chapelle pourvue de boiseries Louis XIII et une croix-reliquaire accolée au pavillon nord.

## Protection
Le château et son enclos castral avec l'ensemble de la clôture, des bâtiments et des aménagements de jardins et la mare, en totalité ; les bâtiments anciens de la ferme, à l'exception de la grange sud-est sont inscrits au titre des monuments historiques par arrêté du 17 novembre 2008.